# Hervé Boussard
Hervé Boussard (8 de março de 1996 — 26 de junho de 2013) foi um ciclista de estrada francês que participou nos Jogos Olímpicos de Verão de 1992 em Barcelona, onde conquistou a medalha de bronze na corrida de 100 km contrarrelógio por equipes, junto com Jean-Louis Harel, Didier Faivre-Pierret e Philippe Gaumont.